# New Jersey Nets 1999-2000
La stagione 1999-2000 dei New Jersey Nets fu la 24ª nella NBA per la franchigia.
I New Jersey Nets arrivarono sesti nella Atlantic Division della Eastern Conference con un record di 31-51, non qualificandosi per i play-off.

## Roster
| N° | Naz.                   | Ruolo | Sportivo         | Anno | Alt. | Peso |
| -- | ---------------------- | ----- | ---------------- | ---- | ---- | ---- |
| 00 | Stati Uniti (bandiera) | C     | Evan Eschmeyer   | 1975 | 211  | 118  |
| 1  | Stati Uniti (bandiera) | G     | Elliot Perry     | 1969 | 183  | 68   |
| 11 | Stati Uniti (bandiera) | G     | Sherman Douglas  | 1966 | 183  | 82   |
| 12 | Stati Uniti (bandiera) | G     | Lucious Harris   | 1970 | 196  | 86   |
| 13 | Stati Uniti (bandiera) | G     | Kendall Gill     | 1968 | 196  | 88   |
| 14 | Stati Uniti (bandiera) | C     | Jamie Feick      | 1974 | 206  | 118  |
| 20 | Stati Uniti (bandiera) | GA    | Johnny Newman    | 1963 | 201  | 86   |
| 22 | Stati Uniti (bandiera) | C     | Jim McIlvaine    | 1972 | 216  | 109  |
| 24 | Stati Uniti (bandiera) | GA    | Scott Burrell    | 1971 | 201  | 99   |
| 30 | Stati Uniti (bandiera) | G     | Kerry Kittles    | 1974 | 196  | 81   |
| 33 | Stati Uniti (bandiera) | G     | Stephon Marbury  | 1977 | 188  | 82   |
| 42 | Stati Uniti (bandiera) | A     | Mark Hendrickson | 1974 | 206  | 100  |
| 44 | Stati Uniti (bandiera) | A     | Keith Van Horn   | 1975 | 208  | 100  |
| 45 | Stati Uniti (bandiera) | AC    | Michael Cage     | 1962 | 206  | 102  |
| 77 | Romania (bandiera)     | C     | Gheorghe Mureșan | 1971 | 231  | 137  |

## Staff tecnico
- Allenatore: Don Casey
- Vice-allenatori: Eddie Jordan, Jim Lynam, Mike O'Koren